# Суперкубок Бельгії з футболу 1987
Суперкубок Бельгії з футболу 1987 — 9-й розіграш турніру. Учасниками фіналу були чемпіон Бельгії «Андерлехт» та володар кубка Бельгії «Мехелен».
Рахунок першого матчу, проведеного 15 серпня 1987 року, був нічийний. У матчі-переграванні перемогу здобув «Андерлехт».
| Володар Суперкубка Бельгії 1987 |
| ------------------------------- |
|                                 |
| «Андерлехт» Другий титул        |

## Матч

### Деталі
| 15 серпня 1987 |

| «Андерлехт» | 1:1 | «Мехелен» |
| ----------- | --- | --------- |
|             |     |           |

| Констант Ванден Сток, Андерлехт |

## Перегравання

### Деталі
| 18 серпня 1987 |

| «Андерлехт» | 2:0 | «Мехелен» |
| ----------- | --- | --------- |
|             |     |           |

| Констант Ванден Сток, Андерлехт |